# Кацмазівська сільська рада
| Кацмазівська сільська рада — колишній орган місцевого самоврядування у Жмеринському районі Вінницької області з адміністративним центром у с. Кацмазів. Сільській раді були підпорядковані населені пункти: - с. Кацмазів - с-ще Настасіївка |

## Склад ради
Рада складалася з 16 депутатів та голови.

## Керівний склад сільської ради
| ПІБ                         | Основні відомості                                                 | Дата обрання | Дата звільнення |
| --------------------------- | ----------------------------------------------------------------- | ------------ | --------------- |
| Коваль Сергій Володимирович | Сільський голова, 1981 року народження, освіта, безпартійний      | 26.03.2006   | 19.02.2008      |
| Дідовик Василь Іванович     | Сільський голова, 1968 року народження, освіта, безпартійний      | 30.11.2008   | 31.10.2010      |
| Дідовик Василь Іванович     | Сільський голова, 1968 року народження, освіта вища, безпартійний | 31.10.2010   |                 |

Примітка: таблиця складена за даними джерела